# Stade Deportivo Cali
Le stade Deportivo Cali (en espagnol : Estadio Deportivo Cali) ou stade de Palmaseca (en espagnol : Estadio de Palmaseca) est un stade de football situé à Palmira à l'est de Cali, en Colombie. 
Ce stade de 42 000 places accueille les matches à domicile du Deportivo Cali qui en est également le propriétaire. Le stade est construit par les mêmes architectes que l'Estadio Monumental Isidro Romero Carbo du Barcelona Sporting Club, dont la forme est inspirée.

## Événements
- Finale retour de la Coupe de Colombie de football, 3 novembre 2010

## Galerie

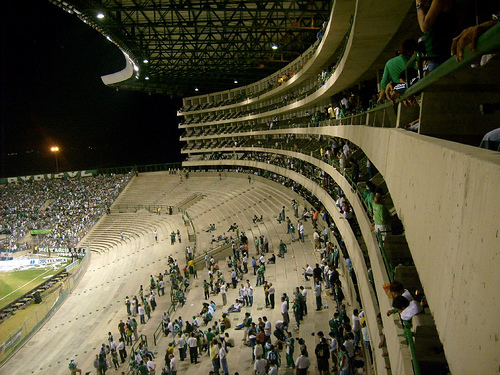
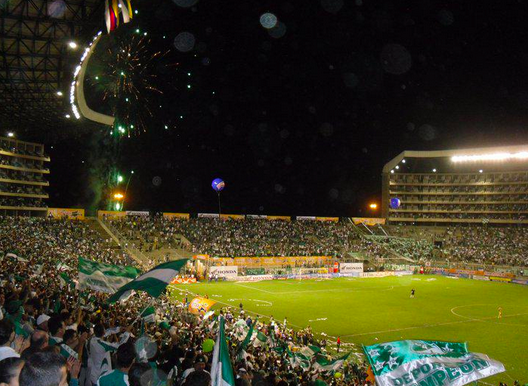
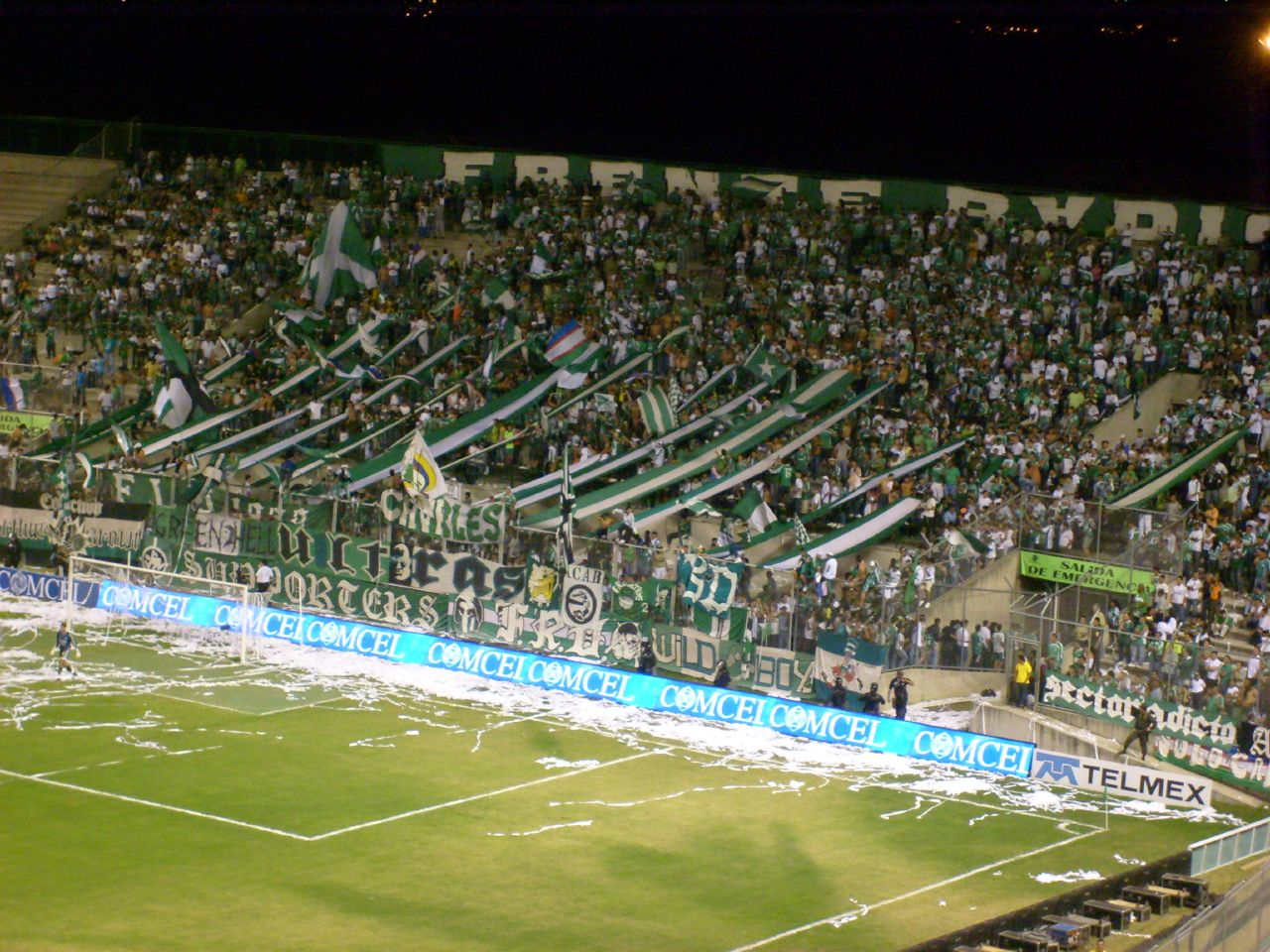